# Tasmania közigazgatási egységei

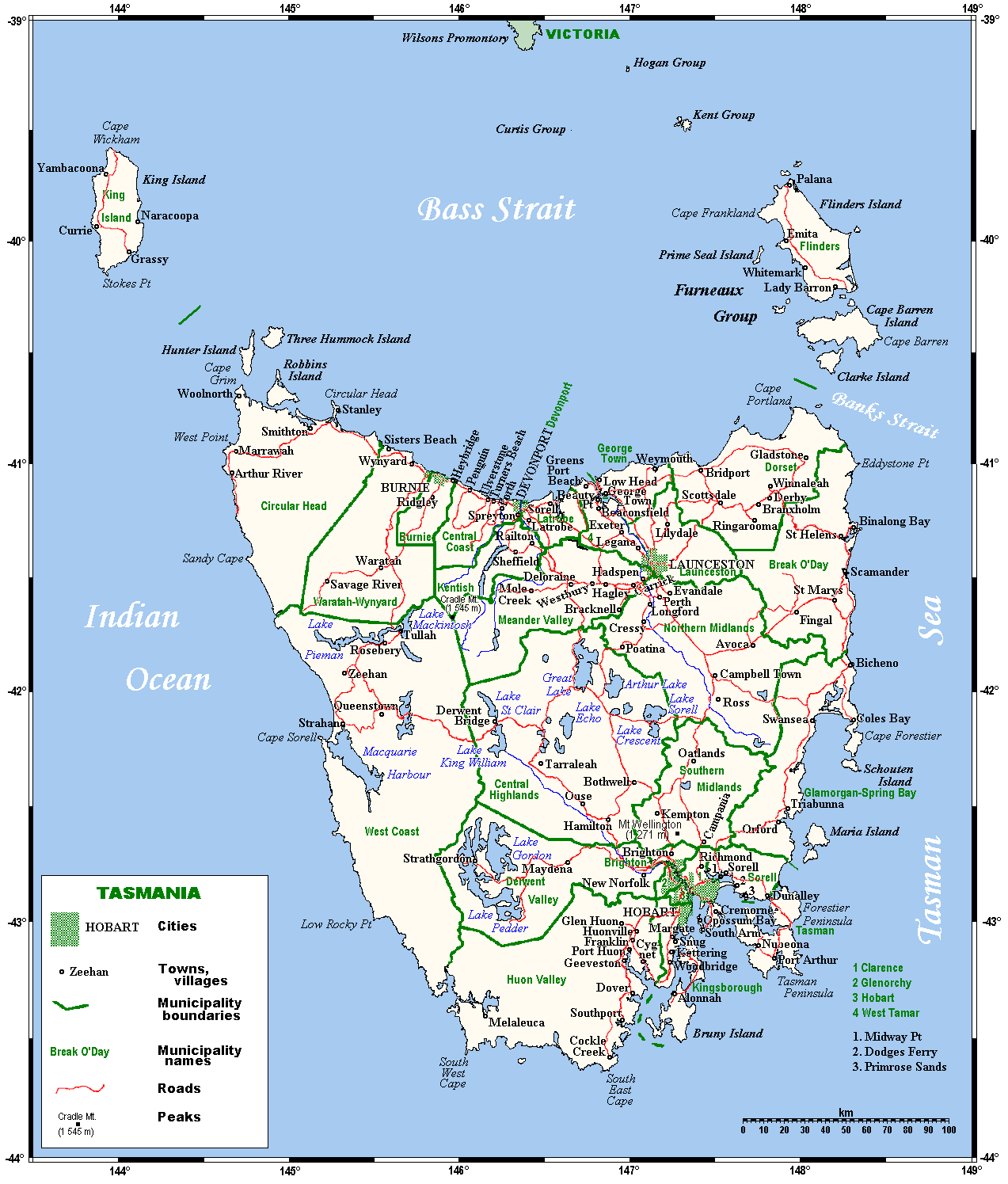
Tasmania alapfokú önkormányzatai (Local Government Area, LGA), magyarul község vagy kistérség

Tasmania ausztrál szövetségi állam közigazgatásilag hat régióra, 29 önkormányzattal rendelkező alapfokú közigazgatási területre (Local Government Areas, LGA) („község”) és ezeken belül 122 településre, valamint Hobart és Launcheston városok 93 városkörnyéki településével, elővárosával együtt összesen 215 települési egységre oszlik. Tasmania szövetségi állam székhelye és egyben a sziget legnagyobb városa Hobart.

## Tasmania szövetségi állam közigazgatási területei
Tasmania szövetségi állam az 1993-as közigazgatási reform óta, amely jelentősen csökkentette helyi önkormányzatok számát, hivatalosan hat régióra és 29 alapfokú helyi önkormányzatra (község) oszlik, melyek a következők:

### Régiók
- Központi régió (Central)
- Hobart
- Launceston
- Északkeleti régió (North-east)
- Északnyugati és nyugati régió (North-west and west)
- Délkeleti régió (South-east)

### Alapfokú közigazgatási egységek(községek)

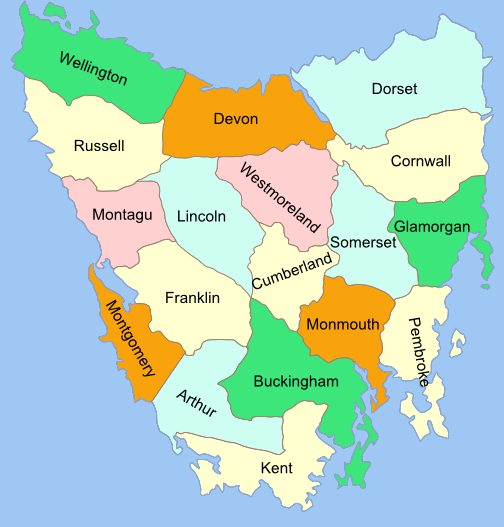
Tasmania földmérési célokkal történt felosztása 1870-ben

Helyi hivatalos elnevezéeük Local Government Areas, LGA (helyi kormányzati terület), köznapi nevük Council (tanács) 
| Alapfokú önkormányzat („község”) Local government area (LGA) vagy Council (tanács) | Székhely               | Régió               | Alapítva | Terület | Terület        | Népesedés       | Népesedés            | Népesedés | Térkép |
| Alapfokú önkormányzat („község”) Local government area (LGA) vagy Council (tanács) | Székhely               | Régió               | Alapítva | km2     | négyzetmérföld | Népesség (2019) | Népsűrűség (per km2) | Jelleg    | Térkép |
| ---------------------------------------------------------------------------------- | ---------------------- | ------------------- | -------- | ------- | -------------- | --------------- | -------------------- | --------- | ------ |
| Break O'Day Council                                                                | St Helens (Tasmania)   | North-east          | 1993     | 3523,9  | 1361           | 6 288           | 1,8                  | Vidéki    |        |
| Brighton Council                                                                   | Brighton (Tasmania)    | Hobart              | 1863     | 171,2   | 66             | 17 675          | 103,3                | Városi    |        |
| Burnie Council                                                                     | Burnie                 | North-west and west | 1908     | 611,0   | 236            | 19 550          | 32,0                 | Városi    |        |
| Central Coast Council                                                              | Ulverstone             | North-west and west | 1993     | 933,1   | 360            | 21 938          | 23,5                 | Városi    |        |
| Central Highlands Council                                                          | Hamilton (Tasmania)    | Central             | 1993     | 7982,4  | 3082           | 2 130           | 0,3                  | Vidéki    |        |
| Circular Head Council                                                              | Smithton (Tasmania)    | North-west and west | 1907     | 4898,0  | 1891           | 8 078           | 1,6                  | Vidéki    |        |
| City of Clarence                                                                   | Rosny Park (Tasmania)  | Hobart              | 1860     | 378,0   | 146            | 57 807          | 152,9                | Városi    |        |
| Derwent Valley Council                                                             | New Norfolk (Tasmania) | South-east          | 1994     | 4108,1  | 1586           | 10 424          | 2,5                  | Vidéki    |        |
| City of Devonport                                                                  | Devonport (Tasmania)   | North-west and west | 1907     | 111,3   | 43             | 25 633          | 230,4                | Városi    |        |
| Dorset Council                                                                     | Scottsdale (Tasmania)  | North-east          | 1993     | 3230,5  | 1247           | 6 634           | 2,1                  | Vidéki    |        |
| Flinders Council                                                                   | Whitemark (Tasmania)   | North-east          | 1907     | 1996,6  | 771            | 1 010           | 0,5                  | Vidéki    |        |
| George Town                                                                        | George Town            | Launceston          | 1907     | 653,4   | 252            | 6 968           | 10,7                 | Vidéki    |        |
| Glamorgan–Spring Bay                                                               | Triabunna              | South-east          | 1993     | 2591,6  | 1001           | 4 602           | 1,8                  | Vidéki    |        |
| Glenorchy                                                                          | Glenorchy              | Hobart              | 1864     | 121,1   | 47             | 47 969          | 396,0                | Városi    |        |
| Hobart                                                                             | Hobart                 | Hobart              | 1852     | 77,9    | 30             | 54 649          | 701,4                | Városi    |        |
| Huon Valley                                                                        | Huonville              | South-east          | 1993     | 5507,4  | 2126           | 17 561          | 3,2                  | Vidéki    |        |
| Kentish                                                                            | Sheffield              | North-west and west | 1907     | 1156,2  | 446            | 6 315           | 5,5                  | Vidéki    |        |
| King Island                                                                        | Currie                 | North-west and west | 1907     | 1095,7  | 423            | 1 610           | 1,5                  | Vidéki    |        |
| Kingborough                                                                        | Kingston               | Hobart              | 1907     | 720,1   | 278            | 38 310          | 53,2                 | Városi    |        |
| Latrobe                                                                            | Latrobe                | North-west and west | 1907     | 600,5   | 232            | 11 638          | 19,4                 | Vidéki    |        |
| Launceston                                                                         | Launceston             | Launceston          | 1852     | 1413,6  | 546            | 68 007          | 48,1                 | Városi    |        |
| Meander Valley                                                                     | Westbury               | Launceston          | 1993     | 3330,8  | 1286           | 19 844          | 6,0                  | Vidéki    |        |
| Northern Midlands                                                                  | Longford               | Central             | 1993     | 5135,3  | 1983           | 13 437          | 2,6                  | Vidéki    |        |
| Sorell                                                                             | Sorell                 | South-east          | 1862     | 583,8   | 225            | 15 603          | 26,7                 | Vidéki    |        |
| Southern Midlands                                                                  | Oatlands               | Central             | 1993     | 2615,5  | 1010           | 6 290           | 2,4                  | Vidéki    |        |
| Tasman                                                                             | Nubeena                | South-east          | 1907     | 660,4   | 255            | 2 414           | 3,7                  | Vidéki    |        |
| Waratah–Wynyard                                                                    | Wynyard                | North-west and west | 1993     | 3535,9  | 1365           | 13 828          | 3,9                  | Vidéki    |        |
| West Coast                                                                         | Zeehan                 | North-west and west | 1993     | 9583,5  | 3700           | 4 175           | 0,4                  | Vidéki    |        |
| West Tamar                                                                         | Beaconsfield           | Launceston          | 1993     | 691,1   | 267            | 24 070          | 34,8                 | Vidéki    |        |

## A régiók által átfogott önkormányzatok és a hozzájuk tartozó települések

### Hobart régió közigazgatása

#### Brighton közigazgatási terület települései
- Brighton
- Pontville
- Tea Tree
- Hobart város külvárosai: Bridgewater, Gagebrook, Old-Beach

#### Clarence város közigazgatási terület települései
- Hobart külvárosai: Acton, Bellerville, Cambridge, Clarendon Vale, Cremorne, Geilston Bay, Howrah, Lauderdale, Lindisfame, Mornington, Opossum Bay, Otago, Risdon, Risdon Vale, Rokeby, Rose Bay, Rosny, Seven Mile Beach, South Arm, Tranmere, Warrane
- Richmond

#### Glenorchy város közigazgatási terület települései
- Hobart külvárosai: Austins Ferry, Berrydale, Chigwell, Claremont, Collinsvale, Derwent Park, Dowsing Point, Glenlusk, Glenorchy, Goodwood, Granton, Lutana, Montrose, Moonah, Rosetta, West Moonah

#### Hobart város közigazgatási terület
- Hobart külvárosai: Battery Point, Dynnyrne, Fern Tree, Glebe, Hobart, Lenah Valley, Mount Nelson, Mount Stuart, New Town, New Hobart, Ridgeway, Sandy Bay, South Hobart, Tolmans Hill, West Hobart

#### Kinghborough város közigazgatási terület
- Albion Heights
- Allens Rivulet
- Bruny Island-i külvárosok: Adventure Bay, Alonnah, Apollo Bay, Barnes Bay, Dennes Point, Great Bay, Killora, Lunawanna, North Bruny, Simpsons Bay, South Bruny
- Coningham
- Cradoc
- Electrona
- Gordon
- Hobart város külvárosai: Blackmans Bay, Bonnet Hill, Howden, Huntingfield, Kingston, Kingston Beach, Tarroona
- Kaoota
- Kettering
- Longley
- Lucaston
- Margate
- Neika
- Oyster Cove
- Pelverata
- Sandfly
- Snug
- The Lea
- Tinderbox
- Woodstock

#### Sorell város közigazgatási terület települései
- Dodges Ferry
- Dunalley
- Lewisham
- Midway Point
- Sorell

### A Délkeleti régió közigazgatása

#### Derwent Valley város közigazgatási terület települései
- Boyer
- Bushy Park
- New Norfolk
- Strathgordon

#### Tasman város közigazgatási terület települései
- Koonya
- Murdunna
- Nubeena
- Port Arthur

#### Huon Valley közigazgatási terület települései
- Cygnet
- Dover
- Franklin
- Geeveston
- Huonville

#### Glamorgan és Spring Bay városok közigazgatási területének települései
- Bicheno
- Coles Bay
- Orford
- Swansea
- Triabunna

### Az Északkeleti régió közigazgatása

#### Break O' Day közigazgatási terület települései
- Fingal
- St. Helens
- St. Marys
- Scamender

#### Dorset közigazgatási terület települései
- Branxholm
- Bridport
- Derby
- Scottsdale
- Winnaleah

#### Flinders közigazgatási terület települései
- Cape Barren Island
- Flinders Island települései: Emita, Whitemark

### Launcheston régió közigazgatása

#### George Town közigazgatási terület települései
- Bell Bay
- George Town

#### Launcheston város közigazgatási terület települései
- Dilston
- Launcheston város külvárosai: East Launcheston, Invermay, Kings Meadows, Launcheston, Mayfield, Mowbray, Newnham, Norwood, Punchbowl, Ravenswood, South Launcheston, St. Leonards, Summerhill, Trevallyn, Waverley, West Launcheston, Youngtown
- Lilydale
- Relbia
- Windermere

#### Meander Valley közigazgatási terület települései
- Carrick
- Deloraine
- Hagley
- Hadspen
- Launcheston város külvárosai: Blackstone Heights, Prospect, Travellers Rest
- Mole Creek
- Westbury

#### West Tamar közigazgatási terület települései
- Beaconsfield
- Beauty Point
- Exeter
- Legana
- Riverside

### Északnyugati és nyugati régió közigazgatása

#### Central Coast közigazgatási terület települései
- Forth
- Penguin
- Turners Beach
- Ulverstone
- Upper Castra

#### Circular Head közigazgatási terület települései
- Marrawah
- Smithton
- Stanley

#### Kentish közigazgatási terület települései
- Cradle Mountain
- Railton
- Sheffield

#### King Island közigazgatási terület települései
- King Island
- Currie

#### Latrobe közigazgatási terület települései
- Hawley Beach
- Latrobe
- Port Sorell
- Shearwater

#### Waratah/Wynyard városok közigazgatási területének települései
- Savage River
- Somerset
- Waratah
- Wynyard

#### West Coast közigazgatási terület települései
- Qeenstown
- Rooseberry
- Strahan
- Zeehan

### Központi régió közigazgatása

#### Central Highlands közigazgatási terület települései
- Bothwell
- Bronte Park
- Derwent Bridge
- Hamilton
- Liawenee
- Miena
- Ouse
- Tarrelah

#### Northern Midlands közigazgatási terület települései
- Avoca
- Campbell Town
- Cressy
- Evandale
- Liffey
- Longford
- Perth

#### Southern Midlands közigazgatási terület települései
- Bagdad
- Campania
- Oatlands
- Ross

## Fordítás
- Ez a szócikk részben vagy egészben  a   Local government areas of Tasmania című angol Wikipédia-szócikk ezen változatának fordításán alapul.  Az eredeti cikk szerkesztőit annak laptörténete sorolja fel. Ez a jelzés csupán a megfogalmazás eredetét és a szerzői jogokat jelzi, nem szolgál a cikkben szereplő információk forrásmegjelöléseként.